# Harpalus diversicollis
Harpalus diversicollis is een keversoort uit de familie van de loopkevers (Carabidae). De wetenschappelijke naam van de soort werd voor het eerst geldig gepubliceerd in 1958 door Pierre Basilewsky.